# Adell (Wisconsin)
Adell – wieś w Stanach Zjednoczonych, w stanie Wisconsin, w hrabstwie Sheboygan.